# Novo Acordo
Novo Acordo is een gemeente in de Braziliaanse deelstaat Tocantins. De gemeente telt 3.950 inwoners (schatting 2009).